# Moove
A Moove é uma empresa do grupo Cosan que atua na produção, comercialização e distribuição de óleo lubrificante e especialidades para os mercados varejista e industrial desde 2008, quando a Cosan adquiriu os ativos da afiliada brasileira da ExxonMobil. Hoje a Moove é uma das maiores companhias de produção, venda e distribuição de óleo lubrificante do mundo e líder no mercado de óleo lubrificante premium do Brasil com presença em mercados internacionais. Além da atuação no Brasil, está em outros 10 países da América Latina, Europa e Estados Unidos.
Em 2018, a Moove produziu mais de 244 milhões de litros de óleo lubrificante e especialidades químicas. Aproximadamente 15% do volume total da América, 25% do volume da Europa. No Brasil, representa 60% do volume de vendas total em mais de 80 mil pontos de venda. O EBITDA registrado em 2018 foi de R$ 237 milhões, 36% a mais que o ano anterior, quando registrou R$ 174 milhôes. E, em 2017, registrou 28% a mais que 2016 quando atingiu R$ 136 milhões.

## História
Quando o Grupo Cosan adquiriu os ativos da ExxonMobil no Brasil, foi criada a Raízen por meio de uma joint venture com a Shell no Brasil para comercialização e distribuição de combustíveis e, para o portfolio óleo lubrificante da Esso no Brasil.[6], a Cosan criou a Cosan Lubrificantes que hoje se chama Moove.
Em 2008, o grupo Cosan adquire os ativos da ExxonMobil no Brasil e inicia as operações de produção, venda e distribuição de óleo lubrificante. Em 2011, iniciaram as atividades no exterior ao comprar os direitos exclusivos de distribuição do óleo lubrificantes Mobil no Paraguai, Uruguai e Bolívia.[carece de fontes?]
Em 2012, adquiriram as operações da marca COMMA na Inglaterra e passaram a produzir, vender e distribuir óleo lubrificante para mais de 40 países na Europa e Ásia. Em 2013, criaram a Zip Lub, rede exclusiva de franquias especializada em serviços rápidos automotivos como troca de óleo lubrificante e filtros.
Em 2016, transformaram a identidade visual corporativa de Cosan Lubrificantes para Moove. E conquistaram a distribuição exclusiva de Mobil na Espanha. Em 2017, adquiriram a WP Group e iniciaram a distribuição de Mobil para Inglaterra e Escócia. Em 2018, conquistaram a operação na Argentina. Adquiriram a Lubigrupo em Portugal, a TTA na França e a Metrolub nos Estados Unidos.[carece de fontes?]
Assinaram o acordo com CVC Capital como sócio estratégico para o plano de expansão dos negócios.
Em 8 de fevereiro de 2025, um incêndio de grandes proporções atingiu uma das unidades da empresa na Ribeira, bairro do município do Rio de Janeiro. Bombeiros de 15 quartéis foram chamados para controlar as chamas. Ninguém ficou ferido.  